# Conjectura lui Catalan
În teoria numerelor, conjectura lui Catalan se enunță astfel:
Singura soluție în mulțimea numerelor naturale a ecuației
xa − yb = 1
pentru x, a, y, b > 1 este x = 3, a = 2, y = 2, b = 3.
A fost enunțată în 1844 de către Eugène Charles Catalan (de unde și numele de teorema lui Catalan) și demonstrată abia în 2002 de către matematicianul român Preda Mihăilescu, de aceea mai este uneori denumită și teorema lui Mihăilescu.